# خلی ویندگالن
خلی ویندگالن (به لاتین: Chli Windgällen) یک کوه در سوئیس است که در کانتون آوری واقع شده‌است. خلی ویندگالن ۲٬۹۸۶ متر بالاتر از سطح دریا واقع شده‌است.